# Wambez
Wambez és un municipi francès, situat al departament de l'Oise, dins la regió dels Alts de França. L'any 1999 tenia 123 habitants.

## Situació
Wambez es troba a l'oest del departament de l'Oise.

## Administració
L'alcalde de la ciutat és Jacques Lassalle (2007-2008).

## Demografia
| Evolució de la població |      |      |      |      |      |      |      |      |
| 1793                    | 1800 | 1806 | 1821 | 1831 | 1836 | 1841 | 1846 | 1851 |
| 254                     | 255  | 284  | 249  | 241  | 245  | 235  | 211  | 212  |

| 1856 | 1861 | 1866 | 1872 | 1876 | 1881 | 1886 | 1891 | 1896 |
| ---- | ---- | ---- | ---- | ---- | ---- | ---- | ---- | ---- |
| 222  | 182  | 193  | 190  | 185  | 179  | 186  | 183  | 156  |

| 1901 | 1906 | 1911 | 1921 | 1926 | 1931 | 1936 | 1946 | 1954 |
| ---- | ---- | ---- | ---- | ---- | ---- | ---- | ---- | ---- |
| 118  | 113  | 114  | 92   | 86   | 108  | 87   | 75   | 98   |

| 1962 | 1968 | 1975 | 1982 | 1990 | 1999 | 2006 | 2011 | 2016 |
| ---- | ---- | ---- | ---- | ---- | ---- | ---- | ---- | ---- |
| 100  | 80   | 115  | 148  | 118  | 123  | -    | -    | -    |

| 2019 | - | - | - | - | - | - | - | - |
| ---- | - | - | - | - | - | - | - | - |
| -    | - | - | - | - | - | - | - | - |